# Haiming (Beieren)
Haiming is een gemeente in de Duitse deelstaat Beieren, en maakt deel uit van het Landkreis Altötting.
Haiming telt 2.506 inwoners. Haiming ligt in de landtong gevormd door de bedding van de Inn, die de oostelijke grens van de gemeente vormt, en de Salzach die de zuidgrens vormt, en de staatsgrens met Oostenrijk. De monding van de Salzach in de Inn ligt in het meest zuidwestelijke puntje van de gemeente.
Altötting ·
Burghausen ·
Burgkirchen an der Alz ·
Emmerting ·
Erlbach ·
Feichten an der Alz ·
Garching an der Alz ·
Haiming ·
Halsbach ·
Kastl ·
Kirchweidach ·
Marktl ·
Mehring ·
Neuötting ·
Perach ·
Pleiskirchen ·
Reischach ·
Stammham ·
Teising ·
Töging am Inn ·
Tüßling ·
Tyrlaching ·
Unterneukirchen ·
Winhöring